# Gonzalo Ceballos y Fernández de Córdoba
Gonzalo Ceballos Fernández de Córdoba (Madrid, 2 de abril de 1895 - Madrid, 4 de marzo de 1967) fue un ingeniero y entomólogo español.

## Biografía
Hermano de Luis Ceballos y Fernández de Córdoba, hijos ambos de Luis Ceballos Medrano. Estudió ingeniería de montes en la Escuela de San Lorenzo de El Escorial y Madrid, donde terminó la carrera en 1917. Visitaba el Museo de Ciencias Naturales de Madrid, dirigido entonces por Ignacio Bolívar, y entró a trabajar en la Sección de entomología. Su trabajo sobre himenópteros le supuso el premio de la Real Academia de Ciencias Exactas, Físicas y Naturales en 1921.
Trabajó en el Catastro Forestal de Cádiz (1925-1934). En 1934 obtuvo la cátedra de zoología y entomología de la Escuela Técnica Superior de Ingenieros de Montes de Madrid. Desde 1940 dirigió la Sección de Entomología del Museo de Ciencias Naturales de Madrid y desde 1941 el Instituto Español de Entomología.
Fundó la revista Graellsia y fue director de la Revista EOS y era doctor honoris causa por la Universidad de Breslavia. En 1961 fue elegido miembro de la Real Academia de Ciencias Exactas, Físicas y Naturales, y al año siguiente ingresó con el discurso "Consideraciones sobre el Orden Hymenóptera y su conocimiento en España". Fue jefe del Servicio de Entomología del Ministerio de Agricultura de España. Presidente de la Real Sociedad Española de Historia Natural (1966-1967). 

## Obras
- Himenópteros de España. Familia Ichneumonidos (1921)
- Tratado de Zoología General y Entomología
- Las tribus de Himenópteros en España (1941)
- Los Joppinae de España (1924)
- Los Cryptinae de España (1931)
- Catálogo de los himenópteros de España (1956)